# Gambusia nobilis
Gambusia nobilis är en fiskart som först beskrevs av Baird och Girard, 1853.  Gambusia nobilis ingår i släktet Gambusia och familjen Poeciliidae. IUCN kategoriserar arten globalt som sårbar. Inga underarter finns listade i Catalogue of Life.